# Przyjmowanie perspektywy
Przyjmowanie perspektywy – proces postrzegania sytuacji lub rozumienia problemu z innego niż własny punkt widzenia.

## Definicja
Przyjmowanie perspektywy to proces, podczas którego osoba postrzega sytuację z punktu widzenia innej osoby. Jednym z rodzajów przyjmowania perspektywy jest wzrokowe przyjmowanie perspektywy polegające na wyobrażeniu sobie, jak dany obiekt wygląda z punktu, w którym znajduje się inna osoba. Wyróżniamy również poznawcze przyjmowanie perspektywy, polegające na wyobrażeniu sobie, poznawczego punktu widzenia innej osoby – myśli, interpretacji itd. Na przykład: możemy wyobrazić sobie jak sytuację postrzega osoba wyższa od nas (wzrokowe przyjmowanie perspektywy) lub zastanowić się jakie są jej poglądy na temat danej sytuacji (poznawcze przyjmowanie perspektywy). Innymi słowy – przyjmowanie perspektywy to proces chwilowej rezygnacji z własnego punktu widzenia na rzecz próby spojrzenia na sytuację oczami innej osoby. Proces ten nie wymaga podobieństwa do innego, współczucia ani identyfikacji z osobą, której perspektywę przyjmujemy. W związku z tym, przyjmowanie perspektywy jako proces zorientowany na Innego, może być wykorzystywany aby zrozumieć stan lub sytuację tej osoby, a następnie podjąć właściwe działania (np. empatia). Zdolność do przyjmowania perspektywy zyskujemy z wiekiem. Dorośli są w większym stopni niż dzieci zdolni do przyjęcia poprawek do własnego postrzegania sytuacji i przyjęcia perspektywy innej osoby.

## Przyjmowanie perspektywy a empatia
Przyjmowanie perspektywy to tylko i wyłącznie proces przyjęcia innego punktu widzenia. Możemy na przykład – przyjmując perspektywę innej osoby – wyobrazić sobie jej myśli i uczucia. Nie musi to jednak prowadzić do empatii (współodczuwania). Może ono mieć miejsce dopiero w wyniku procesu przyjmowania perspektywy. Davis ilustruje tę różnicę, cytując osiemnastowiecznego szkockiego filozofa Adama Smitha oraz dziewiętnastowiecznego antropologa i socjologa Herberta Spencera. Zarówno Smith, jak i Spencer opisali przyjmowanie perspektywy jako „reakcję poznawczą, intelektualną” a empatię, jako „reakcję emocjonalną” (p. 113). Rozróżnienie to jest jednak często pomijane, a przyjmowanie perspektyw mylone z empatią. Z tego powodu w literaturze naukowej często spotykamy się z zamiennym stosowaniem tych dwóch terminów.

## Próby ujednolicenia nazewnictwa
W miarę rozwoju badań nad przyjmowaniem perspektywy i empatią, badacze starali się o definicyjne różnienie tych dwóch pojęć. Definicja empatii Farranta, Devine, Maybery’a i Fletchera obejmuje proces przyjmowania perspektywy, ale został on przez nich nazwany empatią poznawczą. Podobnie Ashton i Fuehrer używają terminu „afektywnego przyjmowania perspektywy” w odniesieniu do empatii. Pomimo starań badaczy o rozróżnienie tych pojęć, w literaturze nadal są one często używane zamiennie.

## Korzyści oraz konsekwencje przyjmowania perspektywy
Korzyści z przyjmowania perspektywy i konsekwencje tego procesu możemy obserwować w różnych sytuacjach. Wiele badań dowodzi pozytywnego wpływu przyjmowania perspektywy na funkcjonowanie społeczne.
Przyjmowanie perspektywy:
- Zwiększa świadomość w relacjach międzygrupowych[10]
  - Przyjmowanie perspektywy członków grupy obcej zwiększa identyfikację z nimi, co podnosi prawdopodobieństwo, że członkowie większości dostrzegą i ograniczą zachowania dyskryminujące członków tej grupy.
- Facylituje wymianę wewnątrzgrupową/międzygrupową[11]
  - Przyjmowanie perspektywy ogranicza stereotypizację członków grupy obcej oraz uprzedzenia wewnątrzgrupowe.
- Zwiększa chęć do wchodzenia w interakcje z reprezentantami grupy obcej[12].
  - Przyjmowanie perspektywy przyczynia się do kontaktów międzygrupowych, co wyraża się w istotnym zmniejszeniu odległości pomiędzy zajmowanymi przez członków grup miejscami podczas eksperymentu.
- Zwiększa skuteczność negocjacji[1].
  - Przyjmowanie perspektywy pozwala negocjatorom wyobrazić sobie przebieg negocjacji z punktu widzenia przeciwnika, co z kolei pozwala na przewidywanie jego wyborów i decyzji.
  - Podczas negocjacji w procesie sprzedaży zarówno przyjmowanie perspektywy, jak i empatia kupujących przyczyniają się do większej satysfakcji sprzedawców; jednocześnie kupujący, którzy przyjmują perspektywy uzyskują lepsze warunki zakupu niż ci o wysokim poziomie empatii.